# Hinewaia
Hinewaia Zabka & Pollard, 2002 è un genere di ragni appartenente alla Famiglia Salticidae.

## Distribuzione
L'unica specie oggi nota di questo genere è stata rinvenuta in Nuova Zelanda.

## Tassonomia
A giugno 2011, si compone di una specie:
- Hinewaia embolica Zabka & Pollard, 2002[2] — Nuova Zelanda